# Eremophysa argillosa
Eremophysa argillosa är en fjärilsart som beskrevs av Charles Boursin 1970. Eremophysa argillosa ingår i släktet Eremophysa och familjen nattflyn. Inga underarter finns listade i Catalogue of Life.